# Harlösa

Ortseingang von Harlösa

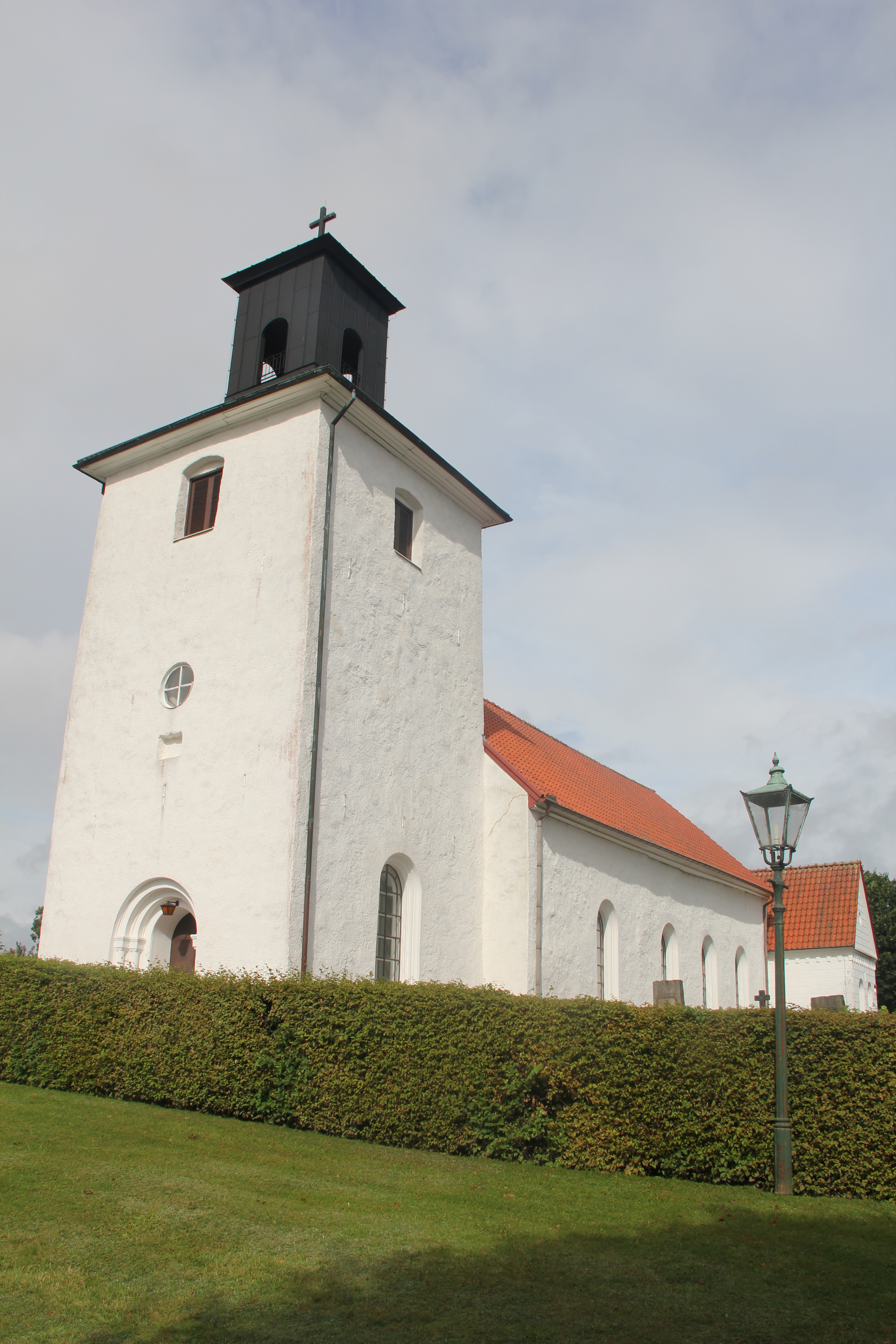
Kirche von Harlösa

Harlösa ist ein Ort (tätort) in der schwedischen Provinz Skåne län und der historischen Provinz Schonen.
Der Ort in der Gemeinde Eslöv liegt unweit der Seen Krankesjön und Vombsjön sowie des Flusses Kävlingeån.